# 夜曲號

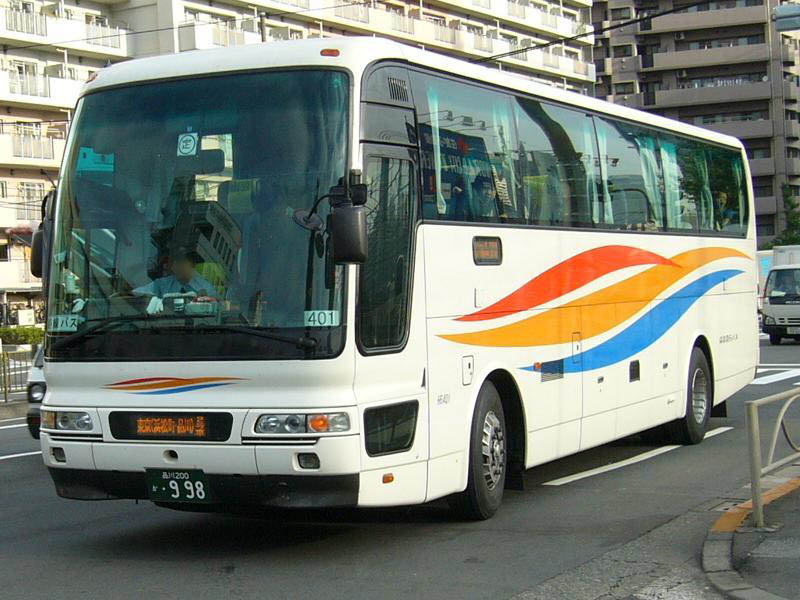
夜曲號（京濱急行巴士）

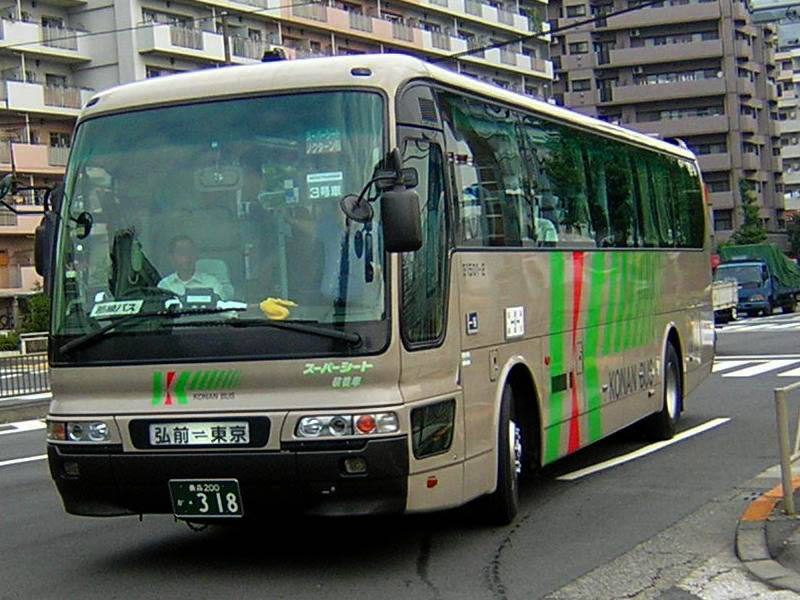
夜曲號（弘南巴士）

夜曲號（ 英文:The nocturne）是青森縣五所川原市、弘前市與東京都港區、神奈川縣橫濱市連結的夜行高速巴士。由京濱急行巴士與弘南巴士兩公司聯營。
本巴士路線為日本最初的連結大都市和中小都市之間夜行高速巴士路線，之後影響日本的夜行高速巴士路線深遠。

## 擔當營業所
- 京濱急行巴士
  - 羽田營業所

- 弘南巴士
  - 弘前～東京・橫濱 - 弘前營業所
  - 五所川原～橫濱 - 五所川原營業所

## 沿革

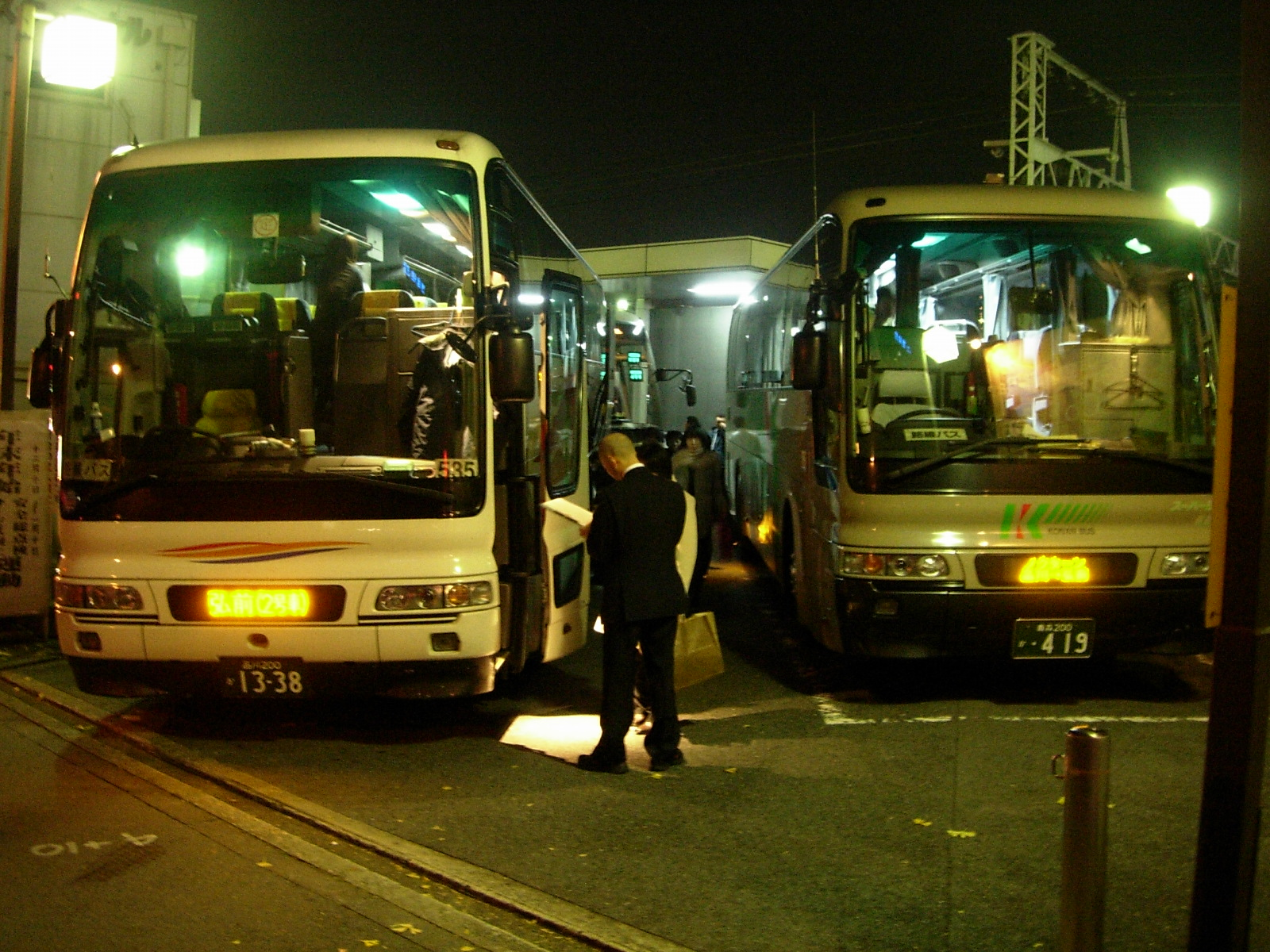
品川巴士總站並排的京急車輛（左）與弘南車輛（右）

- 1986年12月26日 - 新設夜曲號。弘前巴士總站～（品川）間運行開始。
- 1989年1月14日 - 改於品川巴士總站設站，站廢止。
- 1990年4月26日 - 橫濱線新設。弘前VIVRE（現櫻野弘前店）～橫濱間運行開始。
- 2000年10月2日 - 新設女性專用車輛與往復割引運賃。
- 2002年7月1日 - 新設午行班次Skyturn號。
- 2005年12月1日 - Skyturn號由京濱急行巴士移管京急觀光巴士。
- 2006年9月1日 - Skyturn號廃止。
- 2006年11月1日 - 橫濱線起終點改為五所川原站。

## 停車停留所
2007年4月1日資料
圖例 ○：乘車站 ●：下車站 ↓↑：不停靠
| 所在地   | 所在地     | 停留所名           | 夜曲號（夜行便） | 夜曲號（夜行便） | 夜曲號（夜行便） | 夜曲號（夜行便） | 夜曲號（夜行便） | 夜曲號（夜行便） | 備 考 |
| 所在地   | 所在地     | 停留所名           | 五所川原 ↓ 橫濱  | 五所川原 ↑ 橫濱  | 五所川原 ↓ 品川  | 五所川原 ↑ 品川  | 弘前 ↓ 品川      | 弘前 ↑ 品川      | 備 考 |
| -------- | ---------- | ------------------ | ---------------- | ---------------- | ---------------- | ---------------- | ---------------- | ---------------- | ----- |
| 青森縣   | 五所川原市 | 五所川原站前       | ○                | ●                | ○                | ●                |                  |                  |       |
| 青森縣   | 弘前市     | 櫻野弘前店         | ↓                | ↑                | ↓                | ↑                | ○                | ●                |       |
| 青森縣   | 弘前市     | 弘前巴士總站       | ○                | ●                | ○                | ●                | ○                | ●                |       |
| 東京都   | 港區       | 濱松町巴士總站     | ●                | ○                | ●                | ○                | ●                | ○                |       |
| 東京都   | 品川區     | 品川巴士總站       | ↓                | ↑                | ●                | ○                | ●                | ○                |       |
| 神奈川縣 | 橫濱市     | 橫濱站東口巴士總站 | ●                | ○                |                  |                  |                  |                  |       |

- 繁忙期增發班次運行，濱松町巴士總站始發設定。
- 沒有休憩時間設定。但乘務員設休憩時間。
- 從五所川原車站至橫濱車站的行駛時間約10小時45分。

## 車輛
| 號車      | 運行區間        | 運行擔當會社          | 座席仕樣 | 備 考                             |
| --------- | --------------- | --------------------- | -------- | --------------------------------- |
| 1號車     | 橫濱 - 五所川原 | 京急/弘南（隔日運轉） | 3列獨立  |                                   |
| 2號車     | 品川 - 弘前     | 京濱急行巴士          | 3列獨立  | 女性專用車輛                      |
| 3號車     | 品川 - 弘前     | 弘南巴士              | 3列獨立  | 設特別席（限定6席）               |
| 4號車     | 品川 - 五所川原 | 京急/弘南（隔日運轉） | 3列獨立  |                                   |
| 5號車     | 品川 - 五所川原 | 京急/弘南（隔日運轉） | 3列獨立  |                                   |
| 6號車     | 品川 - 弘前     | 京急/                 | 3列獨立  | 品川/五所川原及變更場合           |
| 7號車     | 品川 - 弘前     | 京急/                 | 3列獨立  | 品川/五所川原及變更場合           |
| 8號車以後 | 品川 - 弘前     | 弘南巴士              | 4列      | 運行區間濱松町/五所川原及變更場合 |

- 平常日僅1～4號車行駛。5～7號車在週末、假日加班行駛。8號車以後在黃金週、盂蘭盆節與年末年初等旅客較多時加班行駛。
- 特別個室設有液晶電視。但須加收3,870日元。不同往復割引運賃適用利用條件。
- 運行開始以「NOCTURNE」的文字為夜曲號塗裝，現在使用獨自塗裝的車輛。運用一部2列+1列的車輛。

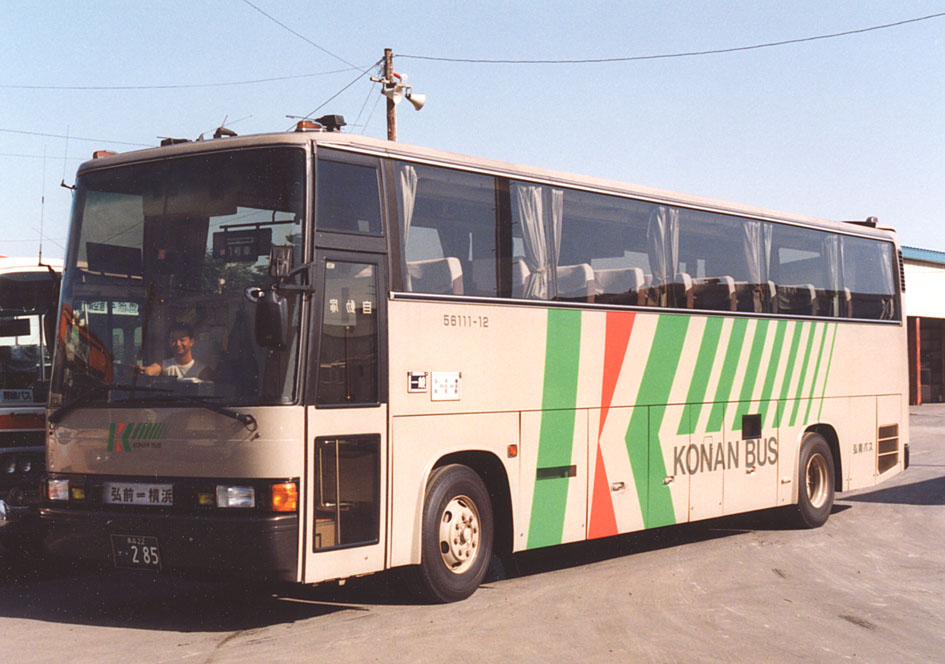
弘南巴士初代夜曲號專用車
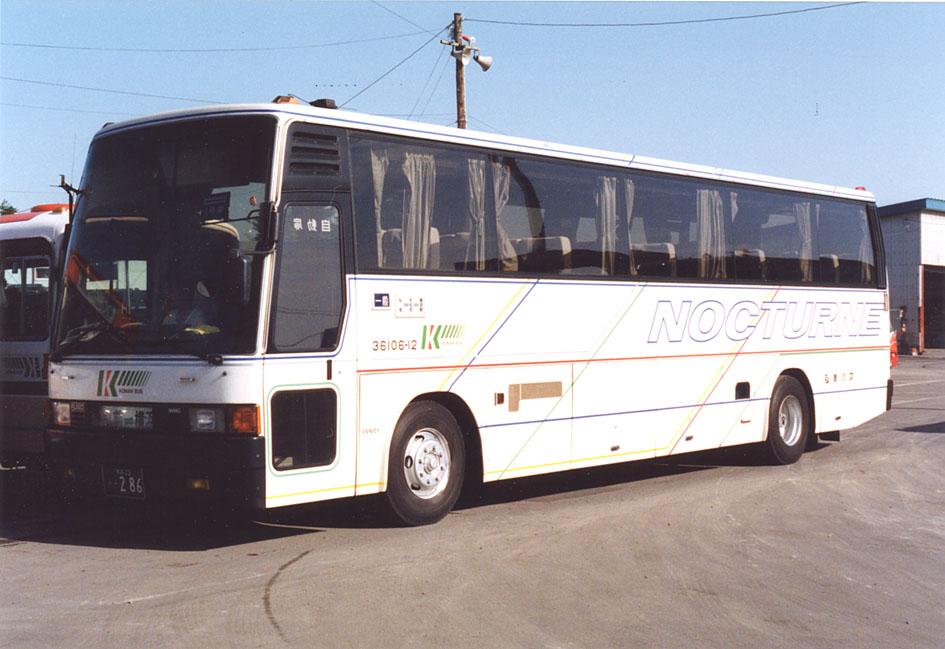
弘南巴士初代夜曲號專用車
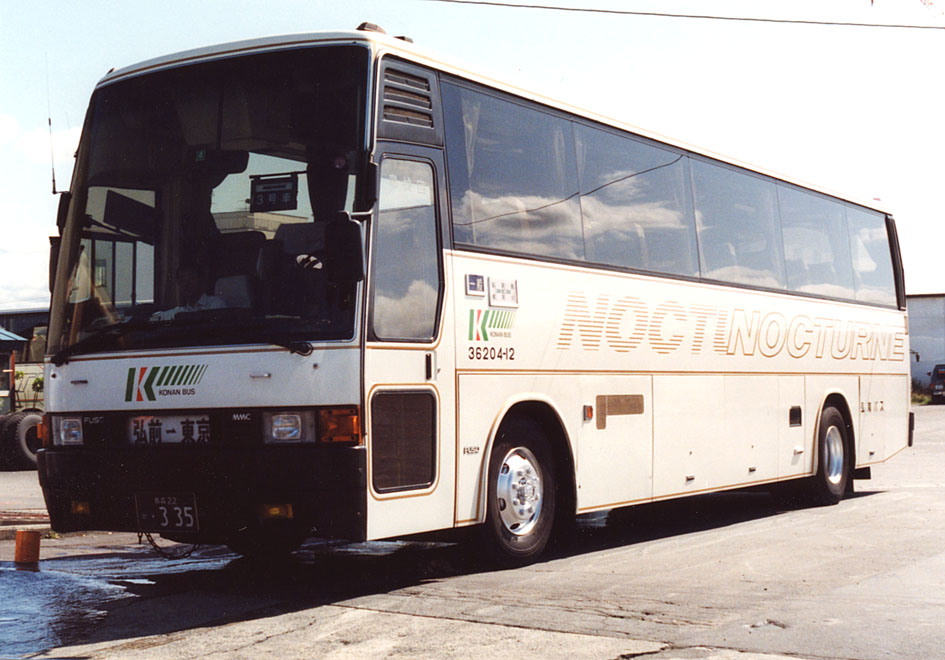
弘南巴士夜曲號專用車
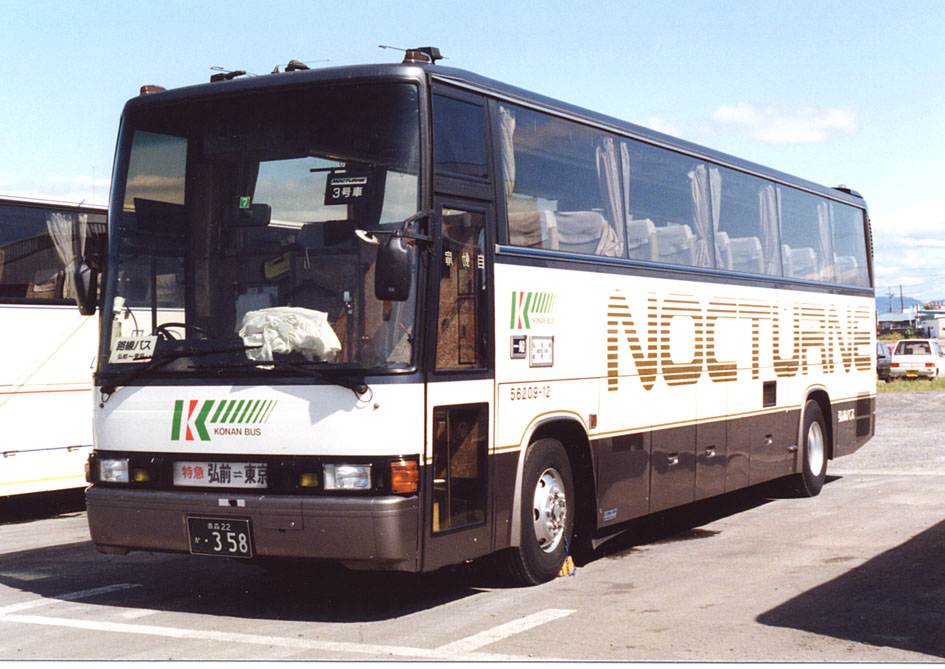
弘南巴士夜曲號專用車
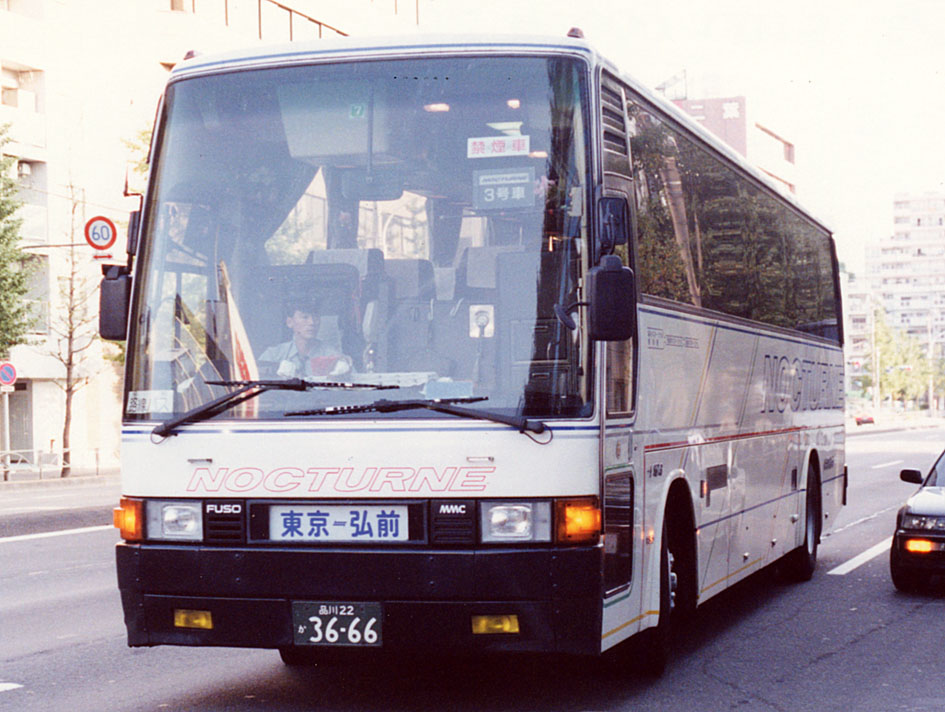
京急巴士夜曲號專用車
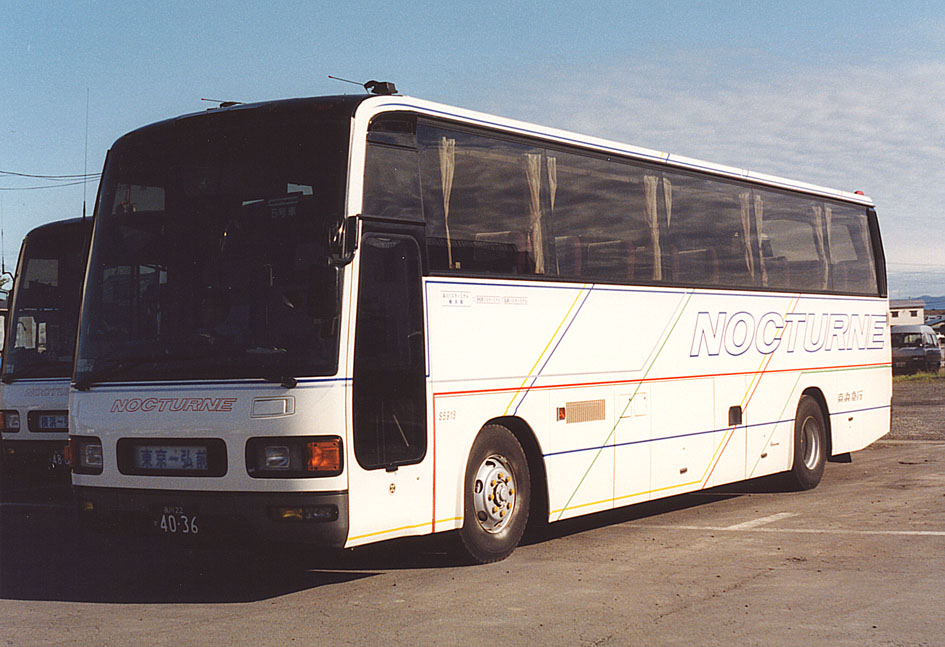
京急巴士夜曲號專用車

## 乘車券
乘車31日前向京濱急行與京急觀光各窓口，、弘南巴士與弘南觀光的各窓口，青森觀光中心，JTB等主要旅行會社訂票。
10日以內往復利用於繁忙期除往復割引外運賃適用。

## 關連項目
- 青森上野號

## 外部連結
- 弘南巴士 （页面存档备份，存于）
- 京濱急行巴士* （页面存档备份，存于）